# Ergasilus sergipensis
Ergasilus sergipensis is een eenoogkreeftjessoort uit de familie van de Ergasilidae. De wetenschappelijke naam van de soort is voor het eerst geldig gepubliceerd in 2001 door Amado & Rocha C.E.F..